# Papamosques del Lompobattang
El papamosques del Lompobattang (Ficedula bonthaina) és una espècie d'ocell de la família dels muscicàpids (Muscicapidae). És endèmic de l'illa de Cèlebes, aIndonèsia. El seu hàbitat natural són els boscos tropicals i subtropicals de frondoses humits de l'estatge montà. Està amenaçat per la pèrdua d'hàbitat i el seu estat de conservació es considera en perill d'extinció.